# Variante Este de Bilbao
La Variante Este de Bilbao es una autovía que une la salida 115 de la A-8 y el barrio de San Adrián con los barrios del este de Bilbao. La construcción de esta autovía está dividida en dos fases. La primera fase (San Adrián - Miraflores) ya está terminada y en uso, pero, en cambio, la segunda fase (Miraflores - Ibarsusi) se encuentra en fase de proyecto.
Las obras previstas en el plan viario del tramo Miraflores-Ibarsusi de la Variante Este de Bilbao suponen la culminación del enlace entre la A-8 y el Corredor del Txorierri a través del alto de Santo Domingo y sin pasar por zonas urbanas. En concreto, la realización de esta conexión entre el tramo preliminar de la Variante Este, San Adrián-Miraflores, y el tramo Ibarsusi-Alto de Santo Domingo evitará el paso de miles de vehículos por Bolueta y la zona sur de Santuchu.

Este Plan Viario afecta a los municipios de Bilbao, Arrigorriaga, Basauri y Echévarri. Se prevé, además del enlace entre Miraflores e Ibarsusi, un bidegorri que conecta Miribilla con Montefuerte y Zubialdea.